# Peter Pan (Comic)
Peter Pan ist eine sechsteilige Frankobelgische Comicserie von Régis Loisel. Sie ist eine freie Adaption des Peter-Pan-Stoffes des Autors J. M. Barrie.

## Handlung
In einem verelendeten London zur Zeit von Jack the Ripper unterhält der junge Peter die Waisenkinder mit unterhaltsamen Geschichten. Er selbst leidet unter einer herrischen und trunksüchtigen Mutter. Nachts wird der kleine Peter von einer kleinen Fee zum Schweben gebracht und zusammen fliegen sie in ein phantastisches Reich. Die Insel ist in Gefahr, da Piraten vor der Insel ankern und den mutmaßlichen Schatz der Einwohner rauben wollen. Zur selben Zeit freundet sich Peter mit dem Satyr Pan an. Als nach Gefechten Pan stirbt, rächt sich Peter und schneidet dem Piratenkapitän eine Hand ab. In Andenken an seinen Freund nennt sich Peter nun Peter Pan. Er tritt die Nachfolge von Pan an und wird zum Anführer der Insel voller wundersamer Wesen ernannt. Der Kapitän will Rache, doch er scheitert letztlich. Peter Pan beschließt, für immer auf der Insel zu bleiben und für immer jung zu sein.

## Bände
- 1990: London (Londres)
- 1992: Die Insel (Opikanoba)
- 1994: Sturm (Tempête)
- 1996: Rote Hand (Mains rouges)
- 2001: Der Haken (Crochet)
- 2004: Schicksale (Destins)

## Veröffentlichung
Die Alben erschienen ab 1990 bei Vents d’Ouest, einer Edition des Verlags Glénat. In Deutschland erschienen die Bände ab 1991 bei Ehapa. 2014/2015 wurden die Alben dort in zwei Sammelbänden gedruckt. 2017 erschien ein Komplettband in Frankreich.

## Auszeichnungen
Der erste (Londres) und der dritte Band (Tempête) wurden auf den Festivals in Angoulême (1992 & 1995) jeweils mit dem Publikumspreis ausgezeichnet. Der Debütband wurde auch 1992 mit dem Max-und-Moritz-Preis ausgezeichnet.